# Юдин, Георгий Николаевич
Гео́ргий Никола́евич Ю́дин (27 сентября 1943, Каахка, Ашхабадская область, Туркменская ССР, СССР — 7 января 2022, Москва) — советский и российский художник-иллюстратор, автор книг для детей, поэт, художник. Член Союза писателей РФ, заслуженный художник РФ, вице-президент Совета по детской книге России.

## Биография
Родился 27 сентября 1943 года в городе Каахка (ныне — Кака), Туркменская ССР.
В 1948 году в Туркменистане произошло Ашхабадское землетрясение, в котором погибли отец и сестра 5-летнего Георгия.
Окончил железнодорожный техникум; отслужил в армии, — где, собственно, и начал рисовать. Окончил московский Полиграфический институт.

### Творчество
- С 1961 года занимается иллюстрированием детских книг.
- В 1980 году была издана первая написанная им книга «Букварёнок».
- Георгий Николаевич работал в кино над фильмами:
  - «Красные дипкурьеры» и
  - «Капитан Немо».

Георгий Николаевич Юдин написал и проиллюстрировал более двадцати православных книг; в основном — для детей.

### Избранные работы[4]
- А.Некрасов. «Приключения капитана Врунгеля»
- А.Погорельский. «Чёрная курица, или Подземные жители»
- Г.Юдин. «Букварёнок»
- Г.Юдин. «Букварёнкина школа»
- Г.Юдин. «Заниматика»
- Г.Юдин. «Заниматика для малышей»
- Г.Юдин. «Зелёный поросёнок»
- Г.Юдин. «Муромское чудо»
- Г.Юдин. «Свеча неугасимая: Преподобный Сергий Радонежский»
- Г.Юдин. «Смиренный воин: Историческая повесть о Святом Георгии Победоносце» «Заглянем в историю вместе»

В последнее время Георгий Юдин — автор и оформитель серии «Спаси и сохрани» издательства «РОСМЭН».
Скончался 7 января 2022 года.

### Награды
- 1987 год — Георгий Николаевич стал обладателем Серебряной медали международной книжной выставки в Лейпциге «Самая красивая книга года» — за книгу «Букварёнок».
- Он — лауреат международного конкурса детской книги «Золотое яблоко» в Братиславе за иллюстрации к книге Андрея Некрасова «Приключения капитана Врунгеля».

Георгий Николаевич Юдин награждён:
- медалью Московского союза художников (2009),
- дипломом 1 степени Всероссийского конкурса «Просвещение через книгу»;

Георгий Николаевич был также награждён Патриархом всея Руси Алексием II:
- Орденом Преподобного Сергия Радонежского и
- Международной Премией имени просветителей равноапостольных Кирилла и Мефодия

за следующие книги:
- «Птица Сирин и всадник на белом коне» (1993),
- «Муромское чудо» (1994),
- «Чудотворец» (1995),
- «Аз Буки Веди» (1996).

- В 1998 году за книгу «Муромское чудо» имя Георгия Юдина было внесено в Почётный список Ханса Кристиана Андерсена.
- 2010 год — на конкурсе Издательского совета РПЦ «Просвещение через книгу» были награждены дипломами первой степени в номинации «Лучшая иллюстрированная книга» книги-альбомы издательства «Белый город»:
  - «Святой таинственный Афон» (2008),
  - «Хождения на Святую землю» (2009),
  - «Царьград» (2011);
- На этом же конкурсе книга «Сокровенная Каппадокия» была удостоена главного приза — «Лучшая православная книга».